# Ruse éducative
Une « ruse éducative » désigne une ruse utilisée par les parents et les enseignants pour leur permettre de mieux parvenir à leurs objectifs éducatifs, notamment quand ils se heurtent à la résistance des enfants et des adolescents. Appréhendée comme une technique d’influence indirecte, la ruse joue un rôle en psychiatrie (École de Palo Alto) et est analysée en psychologie sociale (théorie de l’engagement). C’est une notion controversée sur le plan de l’éthique.

## Contexte

### Les dysfonctionnements de l’école
Le système éducatif est violemment remis en question et soumis à des pressions autant externes qu’internes. Le contexte social est jugé dégradé : parents démissionnaires, violences urbaines, emprise de la société marchande et montée de l’individualisme. Dans cet environnement, l’école se voit chargée d’éduquer les enfants en palliant les échecs des autres institutions. 
Par ailleurs, les critiques sur le fonctionnement même de l’école sont nombreuses. Elles portent sur la manière d’enseigner et de transmettre les savoirs, sur la pédagogie trop éloignée de la pédagogie ancienne – estimée plus stricte et plus exigeante – ou, au contraire, pas assez adaptée à la mutation des publics. D’autres dysfonctionnements pointent encore l’inadaptation des formations dispensées à la structure du marché de l’emploi.

### La crise de l’autorité éducative
L’autorité a pour fonction de fixer des repères sociaux au moyen de règles et d’interdits qui assurent un espace de sécurité et de protection pour les jeunes. Mais l’autorité des adultes subit une crise de légitimité dont les effets négatifs ont été soulignés par Hannah Arendt : « Affranchi de l’autorité des adultes, l’enfant n’a pas été libéré, mais soumis à une autorité bien plus effrayante [...]. Les enfants sont livrés à la tyrannie de leur groupe, contre lequel, du fait de sa supériorité numérique, ils ne peuvent se révolter, avec lequel, ils ne peuvent discuter, et duquel ils ne peuvent s’échapper pour aucun autre monde. »
Si l'autorité éducative a perdu de sa vigueur, d'autres formes d'autorité demeurent très vivaces et suscitent une réelle vénération : l'argent et le consumérisme par exemple.

### La culture de la résistance chez les jeunes
Les phénomènes de résistance à l’adulte qu’on observe chez les jeunes ont des racines psychologiques ( « Le moi se pose en s’opposant », Fichte), mimétiques (du fait de l'appartenance au groupe), sociologiques (l'obéissance n'est plus, comme autrefois, une valeur et le triptyque "Travail, Famille, Patrie" est totalement tombé en ruine)… La valorisation par le savoir semble en perte de vitesse, au profit de la résistance qui offre des bénéfices attractifs : gains narcissiques liés au sentiment de puissance, dimension de plaisir, exaltation libertaire…

## La ruse, une notion historiquement controversée
Pratique dissimulatrice, la ruse incorpore occasionnellement (et donc pas nécessairement) le mensonge. Elle engage à la fois l’idée positive d’une intelligence pratique en action et le jugement négatif attaché à la tromperie. 

### Lamètismise à l’écart par les philosophes antiques
Dans l’antiquité grecque, la mètis désignait les ruses de l’intelligence, la « prudence avisée » particulièrement présente dans les actions d’Ulysse. Elle évoquait l’habileté et le savoir-faire dans des activités aussi diverses que le tissage, la navigation, la médecine ou la guerre. Mais, comme le notent Détienne et Vernant, la mètis a été mise à l’écart  par la philosophie officielle : « Dans le tableau de la pensée et du savoir qu’ont dressé ces professionnels de l’intelligence que sont les philosophes, toutes les qualités d’esprit dont est faite la mètis, ses tours de main, ses adresses, ses stratagèmes, sont le plus souvent rejetés dans l’ombre, effacés du domaine de la connaissance véritable et ramenés, suivant les cas, au niveau de la routine, de l’inspiration hasardeuse, de l’opinion inconstante, ou de la pure et simple charlatanerie. »

### Les variations de l’Église catholique
Les Pères de l’Église catholique ont condamné la ruse et le mensonge, à l'exemple de Saint Augustin pour qui le mensonge implique une contradiction coupable entre la parole et la pensée et renvoie ainsi à l'idée du mal. « Toute ruse qui s’exerce par la parole et à travers les autres systèmes de signes déclaratifs est un mensonge, et à ce titre implique presque systématiquement un jugement de valeur négatif, y compris lorsque l’intention est louable. C’est qu’en effet, selon la tradition inaugurée par Augustin, dominante dans la culture chrétienne et sa laïcisation moderne, il est à peu près impossible de parler avec rigueur et sans ironie de « bons » mensonges. » 
Mais l’Église, pour tenter de résoudre le problème du mensonge, a paradoxalement eu recours à la ruse au travers la pratique (autorisée par les Jésuites), de l' équivoque et de  la restriction mentale, dans les situations où une personne est tenue de parler tout en s’abstenant de dévoiler une information délicate (par exemple une confession religieuse ou un secret sensible). Ces pratiques ont été dénoncées dans Les Provinciales par Blaise Pascal (qui, par prudence, utilisera une ruse de défense en dissimulant son identité).

### Du côté des philosophes et des moralistes
Les philosophes apparaissent partagés entre le constat de la duplicité humaine et la dénonciation du mensonge au nom de la morale chrétienne.
Baltasar Gracián (1601-1658) a développé une réflexion sur la ruse en soulignant la nécessité pour les individus de se mettre en scène, de soigner les apparences dans les relations sociales. L'éloge de l'apparence, au détriment de la réalité, se rapproche ainsi d'une justification du mensonge par omission : « Ne point mentir, mais ne pas dire toutes les vérités ». 
Blaise Pascal (1620-1662) déplore que la ruse et le mensonge soient au cœur de la vie humaine :
"N’est-il pas vrai que nous haïssons la vérité et ceux qui nous la disent, et que nous aimons qu’ils se trompent à notre avantage, et que nous voulons être estimés d’eux autres que nous ne sommes en effet ? […] Ainsi la vie humaine n’est qu’une illusion perpétuelle ; on ne fait que s’entre-tromper et s’entre-flatter. Personne ne parle de nous en notre présence comme il en parle en notre absence. L’union qui est entre les hommes n’est fondée que sur cette mutuelle tromperie […]. L’homme n’est donc que  déguisement, que mensonge et hypocrisie, et en soi-même et à l’égard des autres.
Le Cardinal de Retz (1613-1679) présente la ruse comme une tactique habile, notamment en politique et en amour (terrain de prédilection de la ruse) : "On ne sort de l'ambiguïté qu'à ses dépens"
Emmanuel Kant (1724-1804) défend une position très opposée à la ruse et au mensonge, notamment dans son traité, D’un prétendu droit de mentir par humanité : « Le mensonge nuit toujours à autrui : même s’il ne nuit pas à un autre homme, il nuit à l’humanité en général. »
Dans Le fondement de la morale, Arthur Schopenhauer (1788-1860) explique que la ruse est illégitime quand elle est un instrument de tromperie, qu’elle sert à violenter les gens. Mais il reconnaît aussi un véritable droit à la ruse dans certaines circonstances : « Je peux donc sans injustice, dès lors seulement que je m’attends à être attaqué par ruse, opposer la ruse à la ruse. » 
Cioran (1911-1995) retourne le pessimisme de Pascal en une condition de survie : "La vie n’est tolérable que par le degré de mystification qu’on y met […], la « douceur » de vivre en commun résidant dans l’impossibilité de donner libre cours à l’infini de nos arrière-pensées. C’est parce que nous sommes tous des imposteurs que nous nous supportons les uns les autres. Tel qui n’accepterait pas de mentir verrait la terre fuir sous ses pieds : nous sommes biologiquement astreints au faux."

## Éthique de la ruse éducative
Dans le domaine de l'éducation, la ruse apparaît généralement comme suspecte et indigne : suspecte parce que le mythe de la transparence communicationnelle totale garde encore une certaine vigueur dans les consciences occidentales; indigne parce que considérée comme déloyale et sournoise. Pourtant, tout le monde l’utilise sans nécessairement s’en rendre compte. Car « la ruse de la ruse est de s’insinuer partout, dans toutes les actions des hommes… Ce qui la rend difficilement saisissable », écrit Georges Balandier. Elle fait partie de ces pratiques trop incorporées aux habitudes ou trop inavouables, si bien qu’on les occulte.

### Les multiples visages de la ruse

#### Les ruses malveillantes
La plupart des dictionnaires définissent la ruse de manière négative. Pour le Petit Robert : « procédé habile qu'on emploie pour tromper ». Pour le dictionnaire Larousse : « procédé habile, mais déloyal, dont quelqu'un se sert pour obtenir ou réaliser ce qu'il désire ». Les synonymes énoncent l’imposture, la perfidie, l’hypocrisie, la fourberie… Lorsqu’effectivement, l'objectif de la ruse est la domination ou l’escroquerie, elle apparaît totalement contraire à la déontologie éducative. Et dans la durée, elle devient vite inefficace parce que trop prévisible.

#### Les ruses bienveillantes
Cependant, la ruse n’est maléfique que si telle est la finalité qu’on lui assigne. Une définition moins négative la désigne comme une démarche indirecte pour obtenir un résultat. Ainsi, quand les parents emploient des ruses avec les jeunes enfants en utilisant la technique de détournement d'attention pour déjouer en douceur un caprice, quand ils les mystifient à propos du Père Noël… on peut supposer que leur but n’est pas de nuire. Il existe donc une ruse bienveillante qui s’emploie à combiner efficacité pragmatique et principes éthiques. Elle ne vise pas à flouer l’enfant mais se met au contraire à son service, afin de faciliter la coopération éducative et déjouer en souplesse les résistances.

#### Les ruses diplomatiques
Ni malveillantes, ni bienveillantes, elles ont pour vocation de faciliter les relations sociales, grâce notamment à la tactique du "faire semblant". Elles interviennent dans la mise en scène de soi (voir Goffman ci-dessous) ou face à autrui quand une personne s'emploie à taire des vérités qui blessent, fait mine de ne pas voir dans la rue une connaissance importune, ou feint de ne pas remarquer certains dérapages des enfants…

### Éthique et efficacité
S’il est posé que, dans les moments de tension, la ruse bienveillante a pour objectif d’obtenir sans contrainte visible l’adhésion de l’enfant, de le faire coopérer sans le soumettre, il convient de marquer la frontière entre manipulation malveillante et tactique légitime d’influence en fixant des bornes :

#### L'impératif de modération
L’influence rusée n’est légitime que si elle vise une fin positive : aider l'enfant à grandir et à construire son autonomie. Cette influence a donc nécessairement des limites et ne doit pas engendrer une soumission servile (tout comme l'autorité). Certes, la frontière est parfois ténue entre influence légitime et emprise abusive, notamment dans les situations de conflit. Il est donc essentiel d’agir en respectant l'enfant et en lui garantissant un espace de liberté.

#### La rareté d’utilisation
Une utilisation trop fréquente de la ruse la rendrait moralement suspecte. Le dialogue, la transparence communicationnelle et l’argumentation franche restent primordiales en termes d’influence éducative. La ruse ne saurait être, dans la majorité des situations, qu’un outil accessoire destiné à faciliter la relation. C'est sa rareté d'utilisation qui lui permet de rester invisible et imprévisible pour demeurer efficace : la ruse, pour être la ruse, doit demeurer secrète.

## La ruse selon Rousseau et Meirieu
Ces observations ne sont pas retenues par Rousseau dans l’Émile. Il propose en effet que l’élève « croie toujours être le maître, et que ce soit toujours vous qui le soyez. Il n’y a point d’assujettissement si parfait que celui qui garde l’apparence de la liberté ; on captive ainsi la volonté même […]. Sans doute il ne doit faire que ce qu’il veut ; mais il ne doit vouloir que ce que vous voulez qu’il fasse ; il ne doit pas faire un pas que vous ne l’ayez prévu, il ne doit pas ouvrir la bouche que vous ne sachiez ce qu’il va dire. »
Philippe Meirieu commente ainsi la ruse selon Rousseau qui : « se livre, ici, à un "tour de passe-passe" : il cherche à rendre compatibles la directivité sur les fins et le respect de la démarche de l'enfant dans les moyens. Il conserve à l'éducateur le pouvoir de décider de ce que l'enfant doit apprendre mais donne à l'enfant la responsabilité de l'apprendre lui-même selon sa propre démarche. Il fonde "la ruse pédagogique" par excellence... Ruse qui n'est véritablement tenable chez lui que parce que son système éducatif est adossé à une "métaphysique de l'enfant merveilleux" au sein de laquelle les désirs d'apprentissage de l'enfant se trouvent miraculeusement accordés avec les projets de l'adulte. »
Philippe Meirieu intègre la ruse dans les « cours de pédagogie » qu’il propose sur « L’histoire des doctrines pédagogiques », notamment les cours no 6 à 9. Par exemple : « cours n°6 : La ruse avec le désir de l’autre, ou la pédagogie aux prises avec le projet ; cours n°8 : La ruse avec la place de l’autre ou comment lui permettre de se dégager de la relation de sujétion pédagogique ». Il s’appuie entre autres sur les travaux de Gaston Bachelard, Célestin Freinet, Emmanuel Kant, Fernand Oury…

## Fondements théoriques
La ruse éducative opère une influence indirecte dont il est possible de dégager quelques paramètres :

### La mise en scène de l’interaction
La ruse implique une mise en scène de l’action : dissimulation, imprévisibilité, anticipation, sens de l’adaptation… Mais aussi une mise en scène du moi très subtile qu’Erving Goffman a étudié. Il observe qu’en situation d’interaction, chaque individu s’efforce de donner à ses représentations en public un effet de réalité et de naturel, au moyen de signes appropriés qu’il s’attache à contrôler. Le contrôle de soi, requiert l’usage de multiples micro-ruses comportementales (regards, mimiques, paroles…) ayant pour fonction d’évacuer des représentations publiques les facéties du moi intime (divagations de l’imagination, « la folle du logis » pour Freud) qui risqueraient de perturber le masque des attitudes requises en société. Si bien que toute interaction devient un jeu constant de dissimulation d’une partie de soi, en même temps qu’un jeu de décryptage de l'autre. Certes, la réalité apparente des êtres correspond souvent à la réalité véritable. Cependant « bien que les gens soient en général ce qu’ils ont l’apparence d’être, leur apparence pourrait bien, néanmoins, avoir été habilement arrangée. Il y a donc, entre les apparences et la réalité, une corrélation statistique et non pas une relation de nécessité. »

### Les techniques paradoxales
Théorisées par les psychiatres de l’École de Palo Alto (Californie), elles stipulent que le thérapeute doit exercer son action d’influence sur le patient en prenant soin d’éviter de le contredire : quand le dialogue rationnel est inefficace, les conseils de bon sens, ou les directives de changement deviennent sans effet. Le thérapeute s’interdit donc d’effectuer toute intrusion analytique sur le comportement du patient, il ne lui demande pas de s’expliquer ni de devenir raisonnable. Ainsi, la démarche paradoxale consiste à influencer le patient aussi peu que possible dans un contexte où le but est de l’influencer afin d’obtenir un changement positif de son état mental.
L’influence s’opère essentiellement grâce à la technique du recadrage. « Recadrer signifie modifier le contexte conceptuel et/ou émotionnel d’une situation, ou le point de vue selon lequel elle est vécue, en la plaçant dans un autre cadre, qui correspond aussi bien, ou même mieux, aux « faits » de cette situation concrète, dont le sens, par conséquent, change complètement… Ce qu’on modifie en recadrant, c’est le sens accordé à la situation » explique Paul Watzlawick. Cette modification rend l’ancien jeu caduc et implique d’en jouer un nouveau : c’est ce que fait le renard en recadrant par la flatterie la relation avec le corbeau pour se saisir du fromage.

### La théorie de l’engagement
Robert-Vincent Joule et Jean-Léon Beauvois définissent l’engagement comme l’adhésion d’un sujet à ses actes : nous serions beaucoup moins engagés par nos idées ou par nos sentiments que par nos conduites effectives, spécialement quand nous agissons devant témoins. Ces deux auteurs observent que les conséquences de l’engagement sont doubles : « d’abord il rend la conduite concernée plus stable ou plus résistante dans le temps, ensuite il rend plus probable l’émission de nouvelles conduites allant dans le même sens. »  Cette stabilité produite par l’engagement, qualifiée « d’effet de gel », se construit donc à partir de l’attitude initiale qu’un sujet adopte dans des circonstances qui peuvent être insidieusement « manipulées ». Le processus de l’engagement est très présent dans le domaine de la vente. Les cadeaux et autres échantillons gratuits sont des amorces visant à lier le consommateur qui ne trouve pas toujours le moyen de reculer une fois qu’il s’est prêté au jeu.
Ces techniques d’influence, remarquent R.-V. Joule et J.-L. Beauvois, « ne procèdent pas de stratégies persuasives mais de stratégies qu’on peut qualifier de comportementales, dans la mesure où l’obtention du comportement escompté au temps t2 passe toujours par l’extorsion d’un comportement préparatoire au temps t1. » Ils insistent aussi sur le fait que dans les expériences d’amorçage « seules les décisions s’accompagnant d’un sentiment de liberté donnent lieu à des effets de persévération ». La pression persuasive ou la contrainte autoritaire, trop aisément repérables, ne sauraient produire les mêmes effets de « soumission librement consentie ».

## Typologie sommaire des ruses éducatives
Il serait illusoire de chercher à établir une typologie exhaustive tant la ruse, à l'instar de la mètis, est polymorphe. Il est possible cependant de proposer une ébauche de typologie :

### L'influence mimétique
René Girard affirme que tout désir est d’ordre mimétique : « Il n’y a  rien ou presque dans les comportements humains qui ne soit appris, et tout apprentissage se ramène à l’imitation. Si les hommes tout à coup cessaient d’imiter, toutes les formes culturelles s’évanouiraient. Les neurologues nous rappellent fréquemment que le cerveau humain est une énorme machine à imiter ».
Les apprentissages obéissent à ce principe d’imitation. La maîtrise de la langue maternelle ou l’adoption de comportements sociaux passe par l’intériorisation de modèles. Ainsi par exemple, les critiques familiales sur l’école justifient souvent le désengagement des enfants. Inversement, c’est le désir de réussite scolaire valorisé par les parents (au besoin par des effets de mise en scène appropriés) qui peut se révéler une source de motivation pour le « bon élève ».
Le désir mimétique peut également être orienté pour produire de l’émulation sous forme de rivalité mimétique. « La rivalité n’est pas le fruit d’une convergence accidentelle des deux désirs sur le même objet. Le sujet désire l’objet parce que le rival lui-même le désire ». Cette rivalité est parfois source de violence ou de conflit, elle provoque aussi du stress quand la compétition scolaire est trop vive ou conduit à l’échec. Mais elle a aussi la capacité, quand elle est maîtrisée par l’adulte, de faire émerger de la motivation.

### Le don, outil d'influence
Le don est un outil d’influence parce qu’il est susceptible d’enclencher un processus de réciprocité mimétique : le don appelle le contre-don. Ainsi tel adulte qui donne son estime et son attention a sans doute davantage de chances de récolter l’estime et la disponibilité de l’enfant que tel autre qui adopte une attitude méprisante. 
Marcel Mauss écrit que le processus don/contre-don est vécu comme une contrainte sociale qui assigne à tout individu une triple obligation : « l’obligation de donner, l’obligation de recevoir et l’obligation de rendre » (Essai sur le don, 1923). L’obligation de recevoir est en quelque sorte la clé du processus de réciprocité car le don provoque un sentiment de dette qui lui-même déclenche l’obligation de rendre. Ce système de don/contre-don peut donc être exploité tactiquement quand on décide de donner en escomptant obtenir la réciproque : il s’agit d’une ruse qui s’inscrit dans le cadre de l’amorçage. Une même logique d’amorçage par le don (symbolique)est présente dans la formule célèbre de Blaise Pascal : « L’art de persuader consiste autant en celui d’agréer qu’en celui de convaincre, tant les hommes se gouvernent plus par caprice que par raison ! » 

### Le rôle de l’obstacle
Ce qu’on acquiert trop facilement perd généralement une partie de sa valeur et devient vite impropre à stimuler l’intérêt. À l’inverse, ce qui est rare ou difficile à acquérir éveille le désir. Robert Cialdini  évoque à ce propos « l’effet Roméo et Juliette ». Il émet l’hypothèse que la passion amoureuse des jeunes gens a été survoltée par l’interdit des familles.
Appliqué au contexte éducatif, « l’effet Roméo et Juliette » revient à introduire des obstacles dans les apprentissages. Dans cette optique, la tâche ne doit pas être trop facile, sous peine de démobiliser l’élève (voir à ce sujet les travaux de Bjork et Bjork sur les difficultés désirables en apprentissage). Mais elle ne doit pas non plus être hors de portée, pour que le travail et l’effort puissent être couronnés par la réussite (voir à ce sujet les travaux sur le Flow (psychologie), notamment sur l'équilibre entre compétence et défi qu'il requiert).
Il reste qu’il faut un enjeu pour motiver l’action. L’obstacle seul, même bien calibré, ne saurait suffire : les exercices scolaires représentent bien des obstacles à franchir, ils ne sont pas pour autant forcément attractifs. Et sans enjeu amoureux, l’obstacle familial n’exercerait par lui-même aucune attraction sur Roméo et Juliette. 
C’est l’adéquation entre un obstacle et un but désirable qui sera l’objet de calculs tactiques et de ruses. Par exemple, l’enjeu narcissique est généralement un bon déclencheur de l’action, qu’il s’agisse de l’envie de briller ou du besoin d’avoir raison.

### L’amorçage par la décision
La théorie de l’engagement énonce que les décisions concernant des actes mineurs ont tendance à inciter les personnes à persévérer dans leur attitude première et donc à décider d’autres actes en conformité avec le premier (à condition que la décision initiale soit libre, publique et concrétisée en acte). 
Cette tactique est reine dans le domaine de l’approche amoureuse, car la stratégie directe lors d’une rencontre de hasard (« Voulez-vous coucher avec moi ? ») n’est généralement envisageable que si l’on vise l’échec. En revanche, si l’on ambitionne d’entrer en contact, les règles de bienséance exigent une certaine dissimulation tactique. On est alors contraint au détour, à l’amorçage, qui nécessitent de trouver un élément déclencheur servant de point de départ à l’engagement positif.
Avec les enfants, la tactique de l’engagement consiste à susciter des décisions coopératives anodines susceptibles d’enclencher une coopération plus intense. Cette dynamique est à l’œuvre dans l’expression « se prendre au jeu ».

### L’influence paradoxale
Les techniques paradoxales jouent un rôle efficace dans le traitement des oppositions et des conflits. Dans les interactions de ce type, surtout si la charge émotive est forte, il est fréquent que les tentatives persuasives de l’adulte demeurent inefficaces parce que l’argument persuasif est toujours susceptible d’être invalidé par un contre-argument. 
La technique paradoxale peut s’utiliser alors en renonçant à se placer en situation d’opposition afin de mieux déjouer la résistance. C’est sur ce principe que fonctionne la prescription du symptôme qui consiste globalement à reformuler sans le contredire ce que dit l’opposant. Il s’agit, d’accompagner ou d’amplifier sa résistance en faisant mine de conforter sa position pour l’amener à en changer. Par exemple, ordonner « Bavardez ! » à des élèves en train de bavarder est déroutant car l’ordre provoque une interruption paradoxale du bavardage qui est une activité clandestine ; toute atteinte à son jaillissement spontané ruine sa mécanique.